# میگل آنخل روبیو لستان
میگل آنخل روبیو لستان (انگلیسی: Miguel Ángel؛ زادهٔ ۱۱ مارس ۱۹۹۸) بازیکن فوتبال اهل اسپانیا است.